# Konkin (Kaya)
Pour les articles homonymes, voir Konkin.
Konkin est une localité située dans le département de Kaya de la province du Sanmatenga dans la région Centre-Nord au Burkina Faso.

## Géographie
Konkin est situé à l'est du lac de Dem dans le périmètre protégé du site Ramsar. Le village se trouve à 5 km à l'est de Kalambaogo et à environ 15 km au nord-ouest de Kaya, le chef-lieu du département et de la région. Konkin est à 5 km au nord-est de la route nationale 15 reliant à Kaya à Kongoussi.

## Économie
L'économie de Konkin, essentiellement agricole, bénéficie de la présence du lac de barrage de Dem pour l'irrigation de ses cultures maraîchères et vivrières.

## Éducation et santé
Le centre de soins le plus proche de Konkin est centre de santé et de promotion sociale (CSPS) de Kalambaogo tandis que le centre hospitalier régional (CHR) se trouve à Kaya.
Konkin possède une école primaire publique.